# Varian Medical Systems
Varian of Varian Medical Systems is een Amerikaans technologiebedrijf dat zich richt op het maken van toestellen en software voor radiotherapie, radiochirurgie en andere hulpmiddelen bij de behandeling van tumorweefsels (zoals vormen van kanker).
In 2020 werd het bedrijf overgenomen door het Duitse Siemens.